# ماوغورزاتا كوزوخوفسكا
ماوغورزاتا كوزوخوفسكا هي ممثلة بولندية ولدت في 27 أبريل 1971.

## روابط خارجية
- ماوغورزاتا كوزوخوفسكا على موقع IMDb (الإنجليزية)
- ماوغورزاتا كوزوخوفسكا على موقع ألو سيني (الفرنسية)
- ماوغورزاتا كوزوخوفسكا على موقع أول موفي (الإنجليزية)
- ماوغورزاتا كوزوخوفسكا على موقع قاعدة بيانات الأفلام السويدية (السويدية)
- ماوغورزاتا كوزوخوفسكا على موقع ديسكوغز (الإنجليزية)
- ماوغورزاتا كوزوخوفسكا على موقع قاعدة بيانات الفيلم (الإنجليزية)
- ماوغورزاتا كوزوخوفسكا على موقع كينوبويسك (الروسية)